# 阿爾法·麥迪莫
阿爾法·麥迪莫（1984年3月17日—）是一名出生於荷蘭鹿特丹的印尼足球運動員，目前效力於印尼聯賽的斯里維加亞，位置中場。

## 足球生涯
麥迪莫從六歲開始他的足球生涯，他加入了VV尼沃凱爾克，之後得到許多球隊的球探注意，兩年後轉往足球學院，與一同訓練。
即便目標成為職業足球員，他仍繼續自己的學業，獲得了鹿特丹應用科技大學經濟學學士學位，主修商業經濟學、副修體育市場管理。
他的職業生涯從荷乙的多德勒支開始，隨後回到。2008年他來到亞洲，以「阿爾法」的名字為中甲北京理工效力兩個賽季。2011年，他和印尼球隊峇里提婆簽約。2012年，他加入荷丙球隊卡佩勒。
2013年5月，麥迪莫進入印尼聯賽的米特拉庫卡爾。2015年1月，他轉隊至另一個印尼球隊斯里維加亞。

## 國家隊生涯
在荷蘭青年隊時期，、時常是他的隊友。
2010年10月，印尼足球協會邀請麥迪莫加入印尼國家隊。經過了漫長的程序之後，2012年11月25日他首度代表印尼上陣，並在面對寮國的這場鈴木盃賽事上攻入第一個國家隊進球。此外，他也在對上安道爾、柬埔寨的友誼賽射進致勝球，幫助印尼首次於歐洲獲得勝利。2015年亞洲盃外圍賽期間，印尼共計被五名教練執教，而麥迪莫是唯一進入全部五名教練名單的球員。
2013年6月7日，印尼和荷蘭在雅加達的格羅拉蓬卡諾體育場進行友誼賽，他也和前隊友、同場競賽。

### 國家隊
| 印尼國家隊 | 印尼國家隊 | 印尼國家隊 |
| 年份       | 出賽       | 進球       |
| ---------- | ---------- | ---------- |
| 2012       | 3          | 1          |
| 2013       | 7          | 0          |
| 2014       | 6          | 2          |
| 總計       | 16         | 3          |

### 國家隊進球
| 進球 | 日期           | 場館                                   | 對手   | 比分 | 結果 | 賽事         |
| ---- | -------------- | -------------------------------------- | ------ | ---- | ---- | ------------ |
| 1.   | 2012年11月25日 | 馬來西亞武吉加里爾武吉加里爾國家體育場 |        | 1–1  | 2–2  | 2012年鈴木盃 |
| 2.   | 2014年3月26日  | 西班牙阿爾西拉路易斯·斯諾爾·皮科體育場 | 安道尔 | 1–0  | 1–0  | 友誼賽       |
| 3.   | 2014年9月25日  | 印尼瑪琅加賈亞那育場                   | 柬埔寨 | 1–0  | 1–0  | 友誼賽       |
| 4.   | 2015年3月30日  | 印尼詩都阿佐三角洲體育場               | 緬甸   | 1–0  | 2–1  | 友誼賽       |

## 外部連結
- Soccerway資料庫：阿爾法·麥迪莫